# Ansihuacuaro
Ansihuacuaro es una localidad del estado mexicano de Michoacán. Es parte del municipio de Penjamillo.

## Toponimia
El nombre «Ansihuacuaro» proviene del purépecha: Antziscuaro. Su significado es «Estirar algo».

## Demografía
| Gráfica de evolución demográfica |
|                                  |

| Censo | Población |
| ----- | --------- |
| 1900  | 561       |
| 1910  | 459       |
| 1921  | 494       |
| 1930  | 686       |
| 1940  | 930       |
| 1950  | 1240      |
| 1960  | 1449      |
| 1970  | 1697      |
| 1980  | 1388      |
| 1990  | 1852      |
| 2000  | 1775      |
| 2010  | 1160      |
| 2020  | 1095      |